# هاگ جا آلاباما
هاگ جا آلاباما (به انگلیسی: Hog Jaw) یک منطقهٔ مسکونی در ایالات متحده آمریکا است که در شهرستان مارشال، آلاباما واقع شده‌است. هاگ جا آلاباما ۲۸۱٫۹۴ متر بالاتر از سطح دریا قرار دارد.